# لويس ألونسو
لويس ألونسو (بالإسبانية: Luis Armando Alonso Gómez)‏ هو مجدف كوبي، ولد في 19 أغسطس 1951.

## وصلات خارجية
- لويس ألونسو على موقع الاتحاد الدولي للتجديف (الإنجليزية)
- لويس ألونسو على موقع أوليمبيديا (الإنجليزية)